# فرقة الأمل
فرقة الأمل هو برنامج تأسس عام 2004 يهدف إلى تعزيز التواصل الإنساني والمجتمع والأمل مُعترف بها من قِبل سجل أفضل الممارسات التابع لمركز موارد الوقاية من الانتحار. تستفيد آلاف المدارس في جميع أنحاء الولايات المتحدة وكندا من البرنامج التعليمي لفرقة الأمل الذي تم تطويره.

## نهج فرقة الأمل
تشير بيانات مراكز السيطرة على الأمراض والوقاية منها إلى أن الانتحار هو السبب الرئيسي للوفاة بين الشباب. تهدف فرقة الأمل إلى الحد من انتحار الشباب من خلال التدخل بين الأقران والتثقيف والحد من الوصمة.
ويجتمع الطلاب بانتظام مع مستشارين مُدرّبين للتحدث والتعلّم عن الصحة النفسية. يُدرّب الأعضاء على ملاحظة علامات الضيق والتواصل الفعّال، مما يربط أقرانهم بالمساعدة والأمل. تتواصل فرق الأمل مع جميع الطلاب، وتعمل على الحدّ من الوصمة الاجتماعية، وتُحدث تأثيرًا إيجابيًا على ثقافة مجتمعهم.
يجمع نموذج الوقاية من الانتحار في فرقة الأمل بين تدريب الشباب، والتثقيف النفسي، ونهج الزملاء، والمشاركة المجتمعية للحد من خطر الانتحار. وتُدمج الكفاءات الأساسية للوقاية من الانتحار في كل عنصر لبناء المعرفة والمهارات التي تُمكّن الطلاب من ربط أقرانهم ببالغين موثوق بهم.

## أهداف التعلم
من خلال برمجة فرقة الأمل، يهدف المحتوى المناسب للعمر إلى مساعدة الأعضاء على التعلم والمشاركة مع أقرانهم حول الموضوعات المهمة للصحة العقلية:
- تدريب حارس البوابة: يتعلم الطلاب بطرق مناسبة لأعمارهم حول علامات التحذير من الانتحار وما يجب فعله عندما يكون أحد الأقران في أزمة.
- بناء العلاقات: يتعلم الطلاب كيفية التواصل الفعال وكيفية التوسط في النزاعات.
- تعزيز التعاطف: يعمل الطلاب على تعزيز اللطف وخلق بيئة ترحيبية للجميع.
- تطوير المرونة: يهدف الطلاب إلى إدارة العواطف والتوقعات والتغيير.
- فهم أنفسنا: يبني الطلاب عادات صحية للعناية الذاتية وإدارة التوتر.
- الوقاية من التنمر: يفهم الطلاب تأثير التنمر وكيفية منعه.
- تطوير الذكاء العاطفي: يزيد الطلاب من الوعي لتعزيز قدرات القيادة.
- الاختيارات البناءة: يتعلم الطلاب كيفية مواجهة التحديات وتطوير مهارات اتخاذ القرار الجيد.

## تأثير فرقة الأمل
أشارت الأبحاث إلى أن فرقة الأمل له تأثير إيجابي على المدارس والمجتمعات التي تنفذ البرنامج:
- وجدت دراسة تمت مراجعتها من قبل النظراء أن المدارس التي تضم فرق الأمل تعاني من وصمة عار مرتبطة بالانتحار أقل بكثير.[6]
- يتفق 98% من مديري المدارس التي لديها فرقة الأمل على أن برمجة فرقة الأمل تعمل على تعزيز مناخ مدرسي إيجابي لطلابهم.
- أكثر من 95% من الإحالات المتعلقة بالصحة العقلية في المدارس التي تضم فرق الأمل تأتي من أعضاء غير أعضاء في فرقة الأمل، مما يوضح تأثير البرنامج على مستوى المدرسة على زيادة سلوكيات طلب المساعدة

## التاريخ
تأسست على يد جريج هدنول، وهو مدير سابق في بروفو، يوتا، بعد سلسلة من حالات انتحار الطلاب، وكان أبرزها تلك التي وقعت في عام 1997 والتي شملت طالبًا يبلغ من العمر 14 عامًا.
تضمن تطوير البرنامج التعاون مع جامعة بريغهام يونغ ، ومؤسسة واشاتش للصحة العقلية، ومنظمات أخرى، مما أدى إلى تشكيل أمل يوتا. في البداية، ركزت فرقة الأمل على المدارس الثانوية، ثم توسع نطاقها ليشمل المدارس الابتدائية بعد انتحار طالب في الصف الرابع.
يتضمن نهج فرقة الأمل تدريب الطلاب على التعرف على الضائقة النفسية والأفكار الانتحارية بين أقرانهم والاستجابة لها. كان تأسيسها استجابة لمعدلات الانتحار المرتفعة بين الشباب في غرب الولايات المتحدة ، وخاصة في ولاية يوتا، حيث أصبح السبب الرئيسي للوفاة بين الأفراد الذين تتراوح أعمارهم بين 10 إلى 18 عامًا.
بدأ البرنامج في ولاية يوتا، حيث تم تنفيذه في 70 بالمائة من المدارس، ثم توسع لاحقًا إلى ولايات أخرى بما في ذلك وايومنغ وألاسكا. استمر نموه في جميع أنحاء الولايات المتحدة وكندا، مما أدى إلى تشكيل العديد من فصول فرقة الأمل.